# 마단림
마단림(馬端臨, 1254년 ~ 1323년)은 중국 남송 말 원초의 유학자로, 『문헌통고』의 편찬자이다. 자는 귀여(貴與), 호는 죽주(竹洲)이다. 강서(江西)의 낙평현(樂平縣)에서 태어났으며, 남송 말의 승상인 마정란(馬廷鸞)의 아들이다.
널리 여러 서적들을 섭렵하고, 휘주(徽州)의 조경(曹涇) 아래서 주자학을 수학했다. 음서로 승사랑(承事郞)이 되었으나, 남송이 멸망한 후에는 원 조정에 나아가지 않고, 자호서원(慈湖書院)과 가산서원(柯山書院)의 산장(山長)으로서 재야에 머물렀다. 이후 태주로(台州路) 교수(敎授)가 되었다.
당나라의 두우가 지은 『통전』의 빠진 부분을 보충하는 것을 지향하여 『문헌통고』를 편찬하였고, 이를 연우 4년(1317년)에 인종에게 진상하였다.
그밖의 저작으로 『대학집록(大學集錄)』, 『다식록(多識錄)』 등이 있다.